# Carolina Loureiro
Carolina Loureiro (* 23. Juni 1992 in Pombal) ist eine portugiesische Schauspielerin, Model und Fernsehmoderatorin.

## Leben und Karriere
Loureiro wurde am 23. Juni 1992 in Pombal  geboren. Ihr Debüt gab sie 2011 in der Serie Morangos com Açúcar. Später spielte sie in den Telenovelas wie Mundo ao Contrário und O Beijo do Escorpião mit. Ihre bekannteste Rolle ist die der Nazaré Gomes in der Telenovela Nazaré. 2022 verkörperte sie diese Rolle erneut in der Serie Lua de Mel.
Neben ihrer Schauspielkarriere ist sie auch als Fernsehmoderatorin aktiv. Von 2016 bis 2020 moderierte sie die Sendung Fama Show. Zudem war sie zwischen 2020 und 2022 Jurymitglied in der Show A Máscara.

## Privates
Loureiro war von 2015 bis 2017 mit dem Sänger David Carreira liiert. Später führte sie eine Beziehung mit dem brasilianischen Sänger Vitor Kley, die Anfang 2022 endete.

## Filmografie (Auswahl)
Serien
- 2011–2012: Morangos com Açúcar
- 2013: Mundo Ao Contrário
- 2014: O Beijo do Escorpião
- 2015: Aposta que Amas
- 2019–2021: Nazaré
- 2021: A Lista
- 2022: Lua de Mel

## Moderation

### Ehemalig
- 2016–2020: Fama Show, SIC
- 2021: Estamos em Casa, SIC
- 2022: Festival da Comida Continente, SIC
- 2024: Especial Rock in Rio, SIC